# 源清寺
源清寺（げんせいじ）は、群馬県館林市にある曹洞宗の寺院。

## 歴史
創建年代は不明である。ただ龍興寺の隠居寺として創建されたという経緯から、創建年代は龍興寺よりも後であるものと推測される。当寺一帯は高根城という中世城郭があったといわれている。
2025年（令和7年）現在は、困窮者を対象とした福祉事業にも力を入れている。

## 交通アクセス
- 路線バス渡瀬公民館停留所より徒歩19分。